# Chérif Dine Kakpo
Chérif Dine Kakpo (1º dicembre 1997) è un calciatore beninese, portiere dell'EEPCO.

## Carriera

### Nazionale
Ha debuttato in nazionale il 28 luglio 2019, in Benin-Togo (0-0). Ha partecipato, con la maglia della nazionale, alla Coppa d'Africa 2019.